# Георги Милев
Георги Владимиров Милев е български политически деец от БКП.

## Биография
Роден е на 6 януари 1907 г. в Сливен. От 1928 г. е член на БКП. От 1933 до 1934 г. лежи в затвора заради комунистическата си дейност. Интерниран в лагерите в Рибарица, Гонда вода и Еникьой. От септември 1944 г. е помощник-командир на осемнадесети пехотен етърски полк, с който участва във войната срещу Германия. От 1946 г. работи в Държавна сигурност, а от 1949 г. е на стопанска работа. Част е от групата на Никола Куфарджиев, която изпраща писмо до ЦК на БКП, в което критикува Тодор Живков и неговите приближени за политиката им, за което е изключен от БКП. Заедно със семейството си е изселен във врачанското село Селановци.